# Apeadero de Lousã-A
Nota: No confundir con la Estación de Lousã, que también servía a la localidad de Lousã.
El Apeadero de Lousã-A fue una plataforma ferroviaria del Ramal da Lousã, que servía a la localidad de Lousã, en el Distrito de Coímbra, en Portugal.

## Historia

### Apertura al servicio
Este apeadero se situaba en el tramo entre las estaciones de Coímbra y Lousã del Ramal da Lousã, que abrió a la explotación el 16 de diciembre de 1906, por la Compañía Real de los Caminhos de Ferro Portugueses.

### SigloXXI
En febrero de 2009, la circulación en el Ramal da Lousã fue temporalmente suspendida para la realización de obras, siendo todos los servicios sustituidos por autobuses.
El tramo entre Serpins y Miranda do Corvo fue cerrado el 1 de diciembre de 2009, para las obras de construcción del Metro Mondego.